# Туру
Туру́ — река в Эвенкийском районе Красноярского края России, левый приток Кочечума. Длина реки — 365 км (от истока Дягдакты — 387 км). Площадь водосборного бассейна — 19500 км².
Река вытекает из небольшого безымянного озера в юго-западной части Вилюйского плато, восточнее хребта Ихомигдэ, почти на границе с Мирнинским районом Якутии, на высоте 569 м над уровнем моря. В верховьях русло реки описывает дугу в северном направлении, после чего преимущественно течёт на запад. Пересекает плато Сыверма. В бассейне преобладает холмистая местность, покрытая лиственницей. Впадает в Кочечум по левому берегу на отметке менее 170 м над уровнем моря, ниже впадения Корвунчаны, в 163 км от устья Кочечума. Ширина перед устьем — 110-125 м при глубине 1-1,2 м; скорость течения в низовьях составляет 0,6 м/с. 

## Основные притоки
Указаны поименованные притоки длиной 30 км и более
| Название        | Расстояние от устья | Длина | Положение |
| --------------- | ------------------- | ----- | --------- |
| Нижний Турукан  | 7                   | 84    | левый     |
| Верхний Турукан | 38                  | 107   | левый     |
| Чина            | 70                  | 120   | правый    |
| Нэлгэкэг        | 153                 | 55    | левый     |
| Тэлтаул         | 185                 | 43    | правый    |
| Ленко           | 189                 | 128   | левый     |
| Турукан         | 244                 | 124   | правый    |
| Чумчак          | 264                 | 46    | правый    |
| Икон-Бираян     | 304                 | 64    | правый    |
| Мэкчэкит        | 311                 | 39    | правый    |
| Дягдакта        | 328                 | 59    | правый    |

## Данные водного реестра
По данным государственного водного реестра России и геоинформационной системы водохозяйственного районирования территории РФ, подготовленной Федеральным агентством водных ресурсов:
- Бассейновый округ — Енисейский
- Речной бассейн — Енисей
- Речной подбассейн — Нижняя Тунгуска
- Водохозяйственный участок — Нижняя Тунгуска от водомерного поста посёлка Тура до водомерного поста посёлка Учами
- Код водного объекта — 17010700312116100076954